# Armáda Spojených států amerických
Armáda Spojených států amerických (anglicky United States Army) je jednou ze šesti složek Ozbrojených sil Spojených států amerických. Má zodpovědnost za pozemní operace. V roce 2005 měla 486 000 vojáků v aktivní službě a 591 000 vojáků v záloze: 325 000 v národní gardě armády (anglicky Army National Guard) a 246 000 v armádních rezervách (anglicky United States Army Reserve).
Kontinentální armáda (anglicky Continental Army) byla zformována 14. června 1775, ještě před ustanovením Spojených států amerických, pro boj ve válce za nezávislost. Kongres Spojených států amerických schválil vytvoření United States Army 3. června 1784 po ukončení války za nezávislost, aby nahradila rozpuštěnou kontinentální armádu.

## Struktura Armády Spojených států
Americká armáda se skládá z těchto celků (od největších po nejmenší):

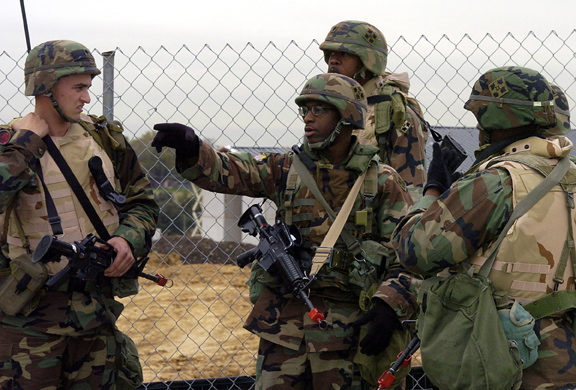
Vojáci americké armády, 4. pěší divize, ve starších uniformách BDU

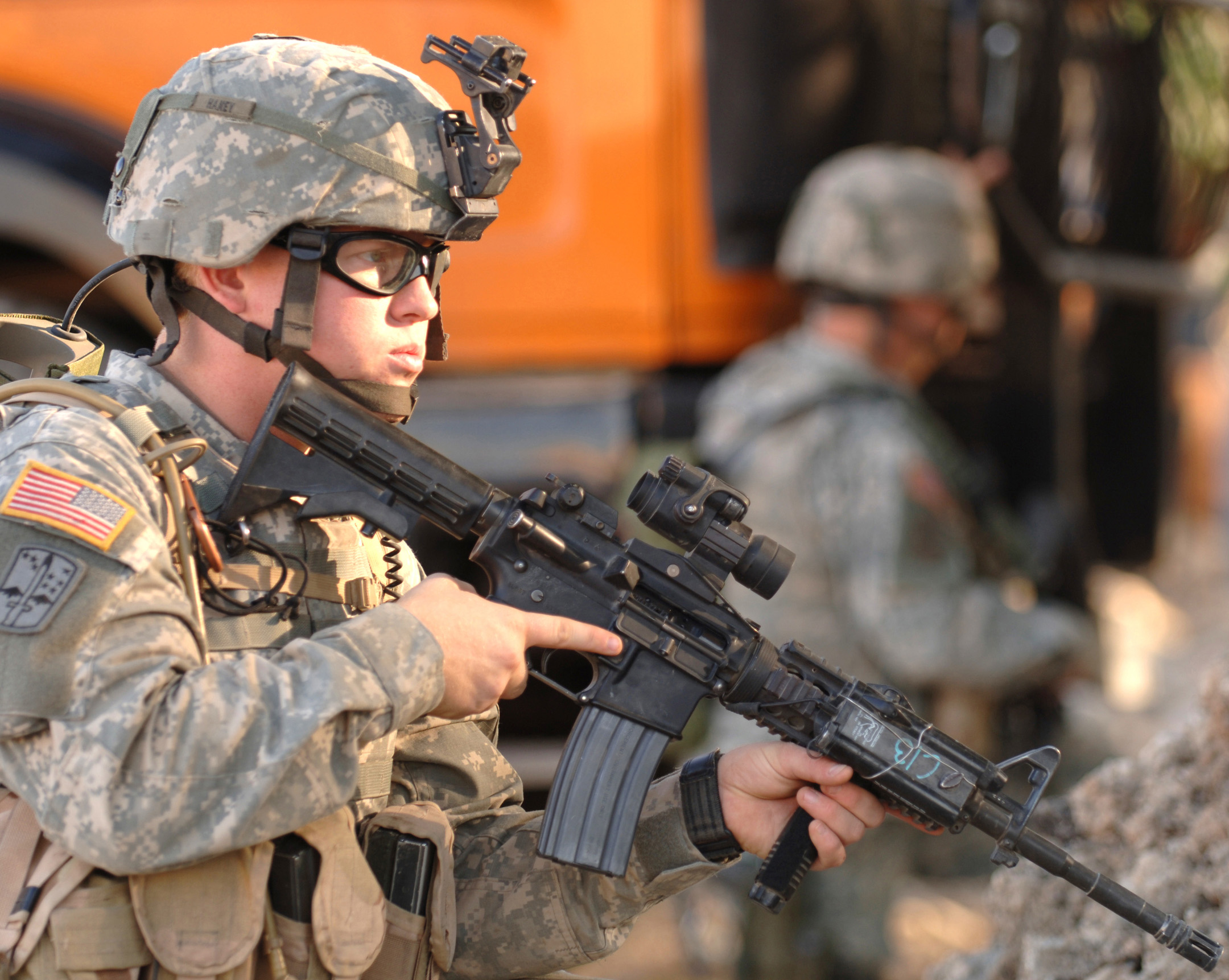
Americký voják se zbraní M4A1 a novou uniformou ACU

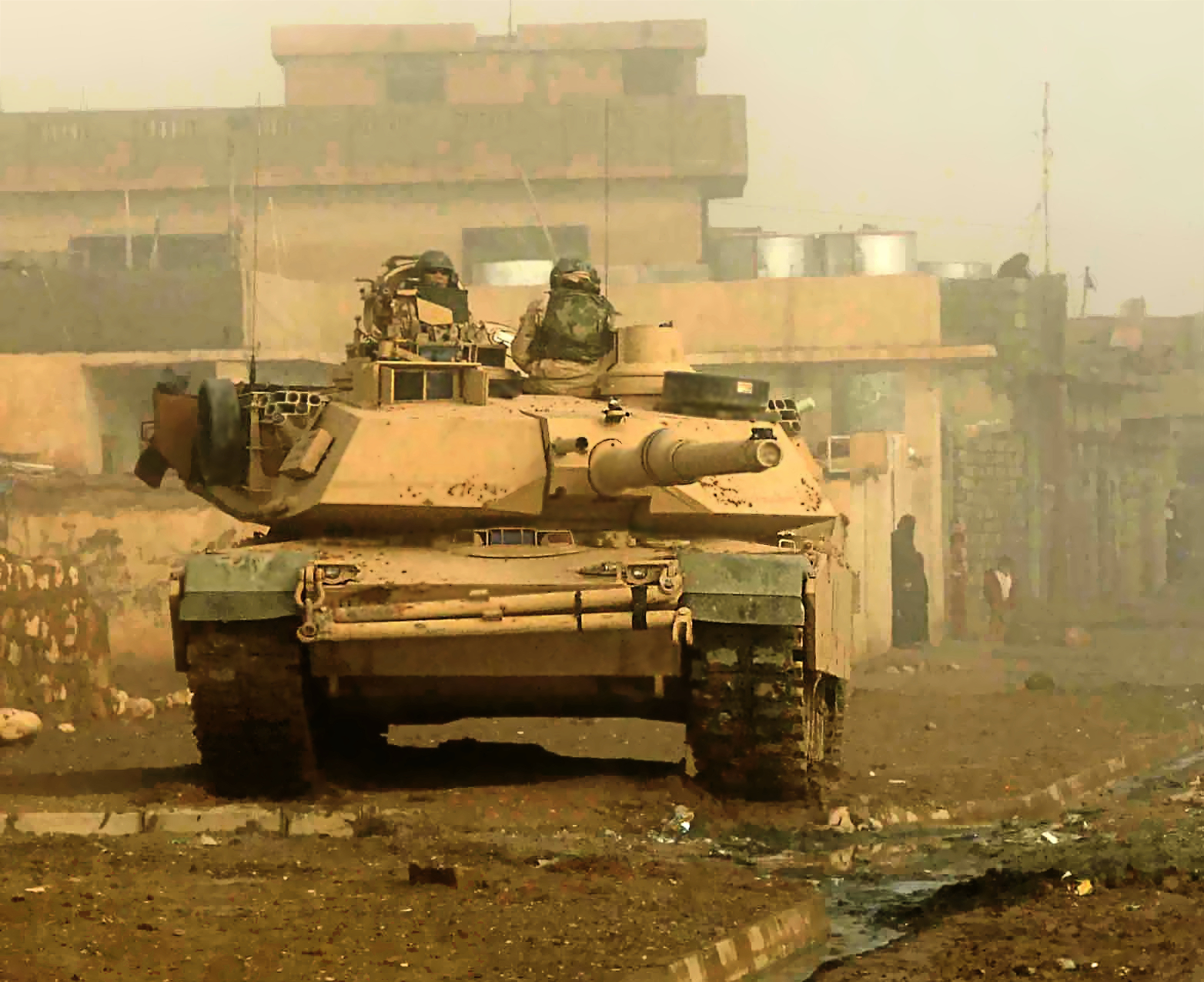
Hlavní tank americké armády M1 Abrams

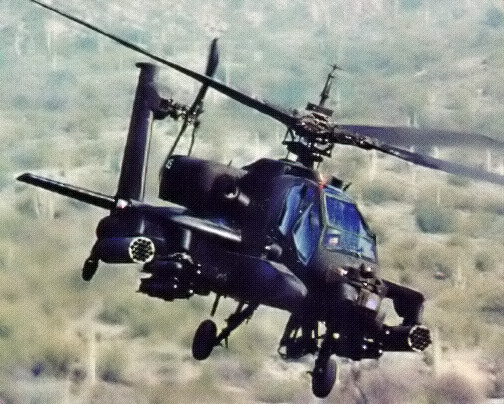
Bojová helikoptéra AH-64 Apache

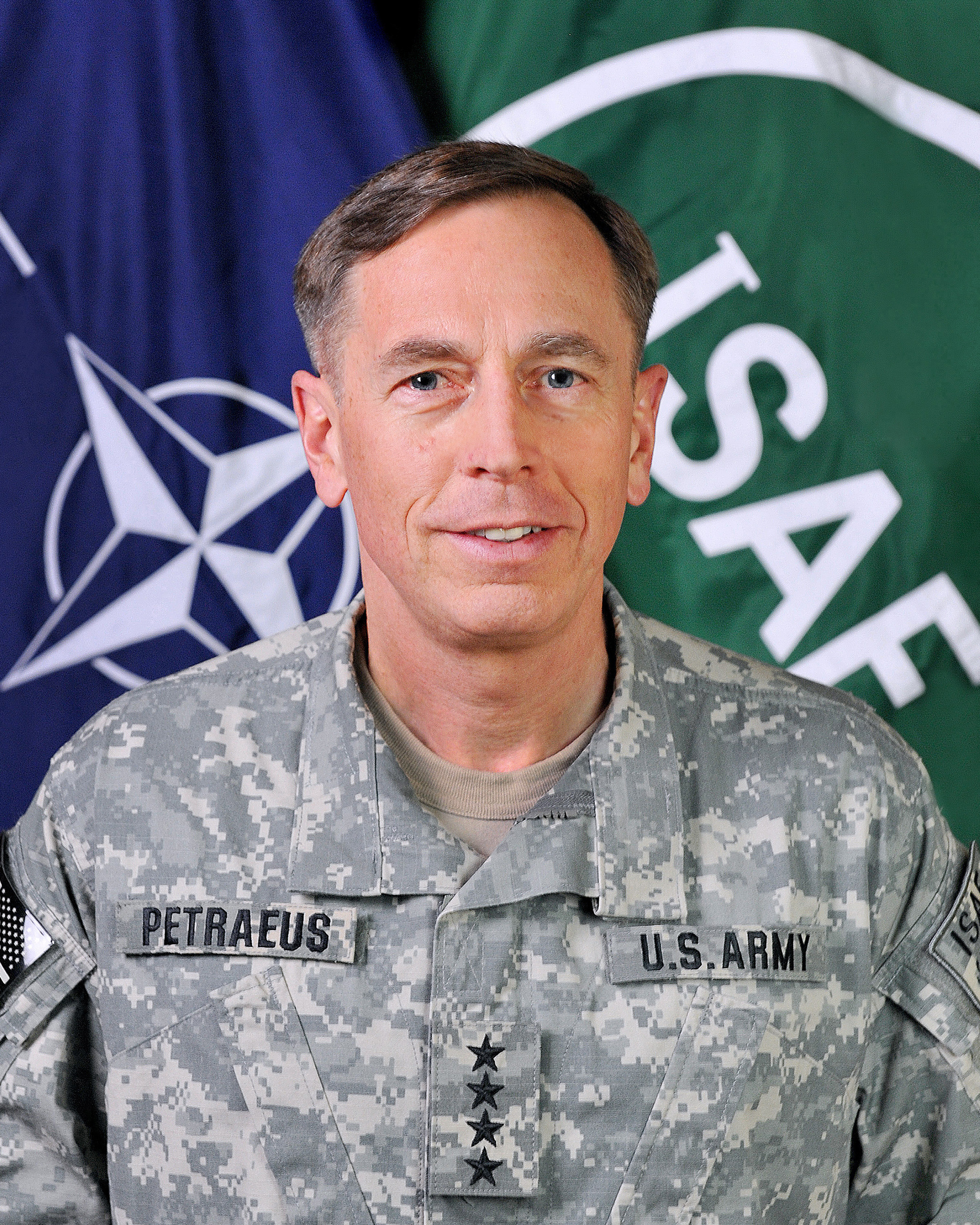
Bývalý velitel mezinárodních jednotek v Afghánistánu generál David Petraeus

1. Polní armáda (anglicky Field Army): velí jí většinou generál (General – GEN)
2. Armádní sbor (anglicky Corps): obsahuje několik divizí a jejich podpůrné brigády, velí jí většinou generálporučík (Lieutenant General – LTG)
3. Divize (anglicky Division): obsahuje několik bojových brigád, podpůrnou brigádu a někdy také leteckou brigádu, velí jí většinou generálmajor (Major General – MG)
4. Brigáda (anglicky Brigade): obsahuje několik praporů nebo pluků (3–6), velí jí plukovník (Colonel – COL) nebo někdy brigádní generál (Brigadier General – BG)
5. Pluk (anglicky Regiment): obsahuje několik praporů, velí mu plukovník (Colonel – COL) nebo někdy podplukovník (Lieutenant Colonel – LTC)
6. Prapor (anglicky Battalion nebo Squadron u kavalérie): obsahuje dvě až šest rot (tj. 300–1000 vojáků), velí jí podplukovník (Lieutenant Colonel – LTC) a pomáhá výkonný hlavní rotmistr (Command Sergeant Major – CSM)
7. Rota (anglicky Company nebo Battery u dělostřelectva nebo Troop u kavalérie): obsahuje většinou 3 nebo 4 čety (100–130 vojáků) velí jí Company Commander většinou v hodnosti kapitána (CPT), kterému pomáhá první seržant (1SG)
8. Četa (anglicky Platoon): obsahuje 2 nebo více družstev, velí jí velitel čety (Platoon Leader) v hodnosti poručíka nebo nadporučíka (First/Second Lieutenant – 2LT/1LT), kterému pomáhá četový seržant (Platoon Sergeant) většinou v hodnosti seržanta první třídy (Sergeant First Class – SFC), každá četa má svého radistu (ang. Radio-Telephone Operator – RATELO) v hodnosti vojína první třídy (Private First Class – PFC) nebo specialisty (Specialist – SPC)
9. Družstvo (anglicky Squad): obsahuje 2 fireteamy (8–10 vojáků), velí mu Squad Leader v hodnosti rotného (Staff Sergeant – SSG) nebo seržanta (Sergeant – SGT)
10. Fireteam: velí mu Team Leader v hodnosti seržanta (Sergeant – SGT) nebo desátníka (Corporal – CPL), skládá se ze 4 vojáků:
  - Team Leader (velitel týmu)
  - Granadier (granátometčík)
  - Automatic Rifleman (střelec z lehkého kulometu)
  - Rifleman (střelec)

V minulosti se v armádě USA používal celek pluk (anglicky Regiment), který byl mezistupněm mezi praporem a brigádou. Prapor byl spíše považován za složku pluku. Po roce 1957 se celek pluk přestal primárně používat a v současnosti je jen několik specifických jednotek mající toto označení a strukturu (např. 75th Ranger Regiment). Pluku velí plukovník (Colonel – COL).

## Hodnosti U.S. Army

### Řadoví vojáci a poddůstojníci

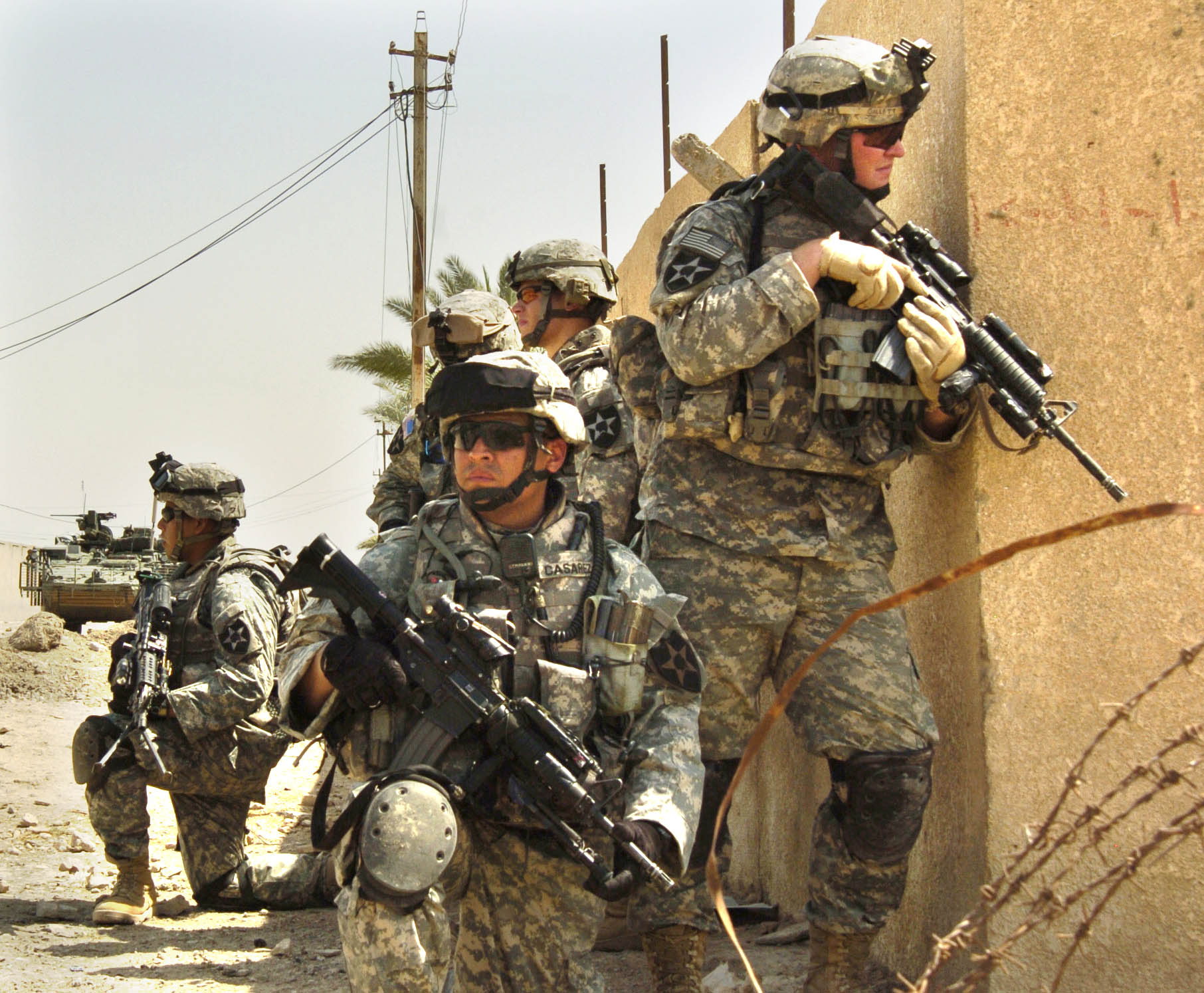
Američtí vojáci v uniformách ACU v Bagdádu

| Platová třída | Zkratka | Hodnost                                         | NATO označení | Odpovídající hodnost AČR |
| ------------- | ------- | ----------------------------------------------- | ------------- | ------------------------ |
| E-1           | PV1     | Private                                         | OR-1          | vojín svobodník          |
| E-2           | PVT     | Private                                         | OR-2          | desátník                 |
| E-3           | PFC     | Private First Class                             | OR-3          | četař                    |
| E-4           | SPC     | Specialist                                      | OR-4          | rotný                    |
| E-4           | CPL     | Corporal                                        | OR-4          | rotný                    |
| E-5           | SGT     | Sergeant                                        | OR-5          | rotmistr                 |
| E-6           | SSG     | Staff Sergeant                                  | OR-6          | nadrotmistr              |
| E-7           | SFC     | Sergeant First Class                            | OR-7          | praporčík                |
| E-8           | MSG     | Master Sergeant                                 | OR-8          | nadpraporčík             |
| E-8           | 1SG     | First Sergeant                                  | OR-8          | nadpraporčík             |
| E-9           | SGM     | Sergeant Major                                  | OR-9          | štábní praporčík         |
| E-9           | CSM     | Command Sergeant Major                          | OR-9          | štábní praporčík         |
| E-9           | SMA     | Sergeant Major of the Army (unikátní postavení) | OR-9          | štábní praporčík         |

### Důstojničtí zástupci (anglickyWarrant Officers)
| Platová třída | Zkratka | Hodnost                     | NATO označení | Odpovídíající hodnost AČR |
| ------------- | ------- | --------------------------- | ------------- | ------------------------- |
| W-1           | WO1     | Warrant Officer             | WO-1          | v AČR nemají ekvivalenty  |
| W-2           | CW2     | Chief Warrant Officer Two   | WO-2          | v AČR nemají ekvivalenty  |
| W-3           | CW3     | Chief Warrant Officer Three | WO-3          | v AČR nemají ekvivalenty  |
| W-4           | CW4     | Chief Warrant Officer Four  | WO-4          | v AČR nemají ekvivalenty  |
| W-5           | CW5     | Chief Warrant Officer Five  | WO-5          | v AČR nemají ekvivalenty  |

### Důstojníci
| Platová třída | Zkratka | Hodnost                              | NATO označení | Odpovídající hodnost AČR |
| ------------- | ------- | ------------------------------------ | ------------- | ------------------------ |
| O-1           | 2LT     | Second Lieutenant                    | OF-1          | poručík                  |
| O-2           | 1LT     | First Lieutenant                     | OF-1          | nadporučík               |
| O-3           | CPT     | Captain                              | OF-2          | kapitán                  |
| O-4           | MAJ     | Major                                | OF-3          | major                    |
| O-5           | LTC     | Lieutenant Colonel                   | OF-4          | podplukovník             |
| O-6           | COL     | Colonel                              | OF-5          | plukovník                |
| O-7           | BG      | Brigadier General                    | OF-6          | brigádní generál         |
| O-8           | MG      | Major General                        | OF-7          | generálmajor             |
| O-9           | LTG     | Lieutenant General                   | OF-8          | generálporučík           |
| O-10          | GEN     | General                              | OF-9          | generál                  |
| Special       | GEN     | General of the Army (pouze ve válce) | OF-10         | armádní generál          |

## Součásti U.S. Army

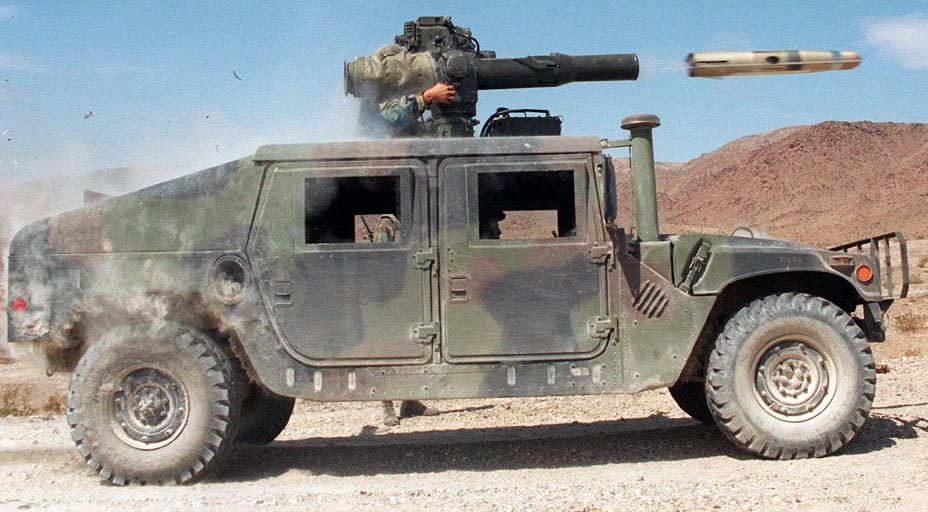
Modifikované vozidlo „HUMVEE“ střílející TOW raketu

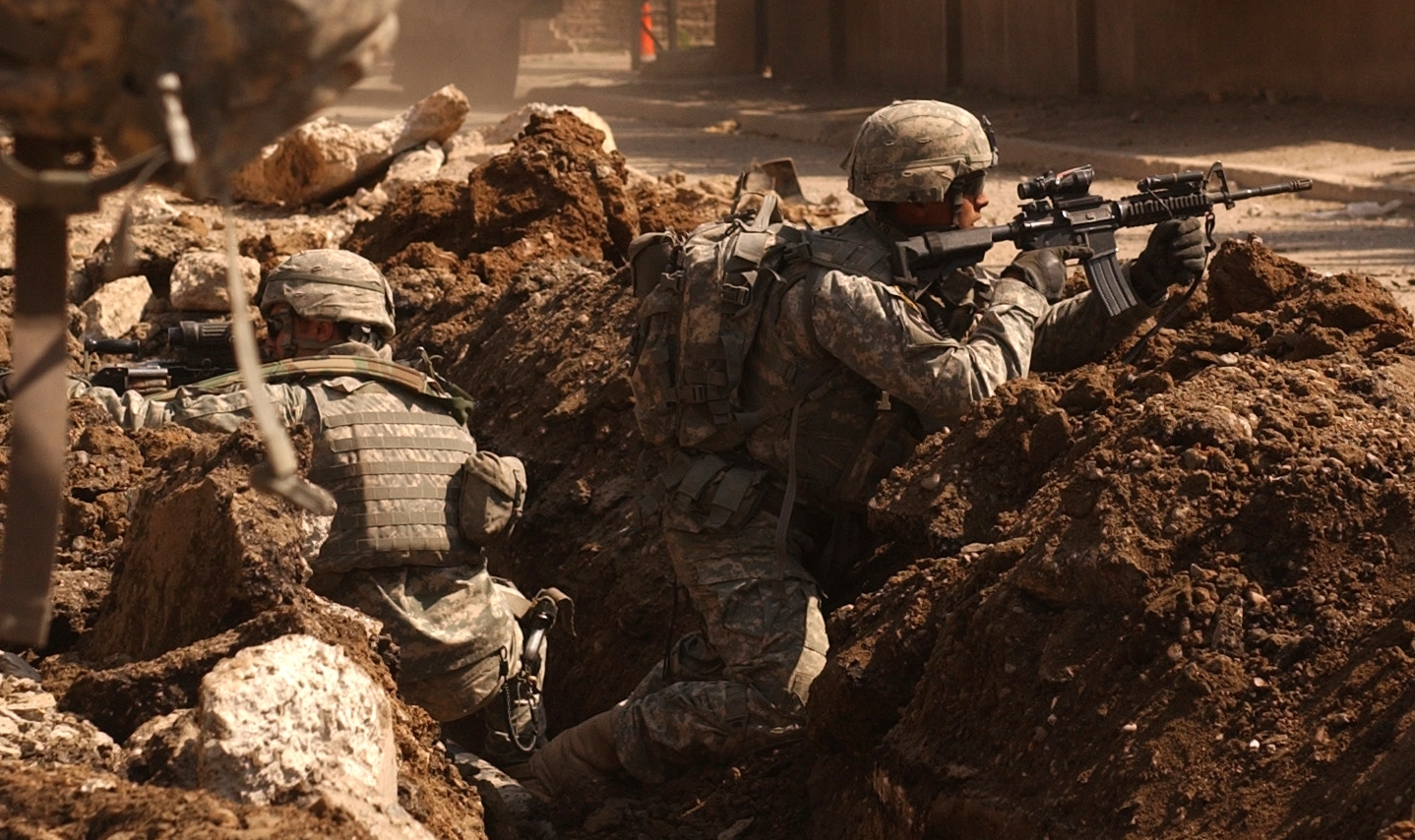
Vojáci bojující v Iráku.

### Polní armády
- U.S. First Army – CONUS, 1. armáda – v záloze
- U.S. Third Army – CENTCOM, 3. armáda – aktivní, v současné době řídí síly v Iráku
- U.S. Fifth Army – CONUS, 5. armáda – v záloze
- U.S. Seventh Army – 7. armáda – aktivní, řídí americké síly v Evropě
- U.S. Eighth Army – 8. armáda – aktivní, řídí americké síly v Koreji

### Armádní sbory
- U.S. I Corps – 1. sbor
- U.S. III Corps – 3. sbor
- U.S. V Corps – 5. sbor
- U.S. XVIII Corps – 18. sbor (dříve U.S. XVIII Airborne Corps – 18. vzdušně-výsadkový sbor)

### Divize
Zde jsou uvedeny současné divize americké armády, a jejich velitelství. Dnes je řada těchto jednotek rozmístěna v Iráku v rámci Operace Iraqi Freedom, a také v Afghánistánu v operaci Trvalá svoboda a v Mezinárodních bezpečnostních podpůrných silách.
V současnosti prochází americká armáda transformací, např. brigády budou v budoucnu hlavní bojová uskupení, namísto divizí. Tři typy bojových brigádních týmů (BCT) jsou:
- Těžká brigáda se skládá z kombinovaných jednotek mechanizované pěchoty s obrněnými vozidly, a tankových jednotek M1 Abrams.
- Pěchotní brigáda je tvořena zejména lehkou pěchotou, výsadkáři a parašutisty.
- Stryker brigáda je nový typ bojového uskupení, které kombinuje mechanizovanou pěchotu používající nové obrněné transportéry Stryker.
- Kromě těchto tří typů BCT jsou zde také vzdušné brigády, které zahrnují hlavně útočné helikoptéry AH-64 Apache a také transportní a jiné vrtulníky.

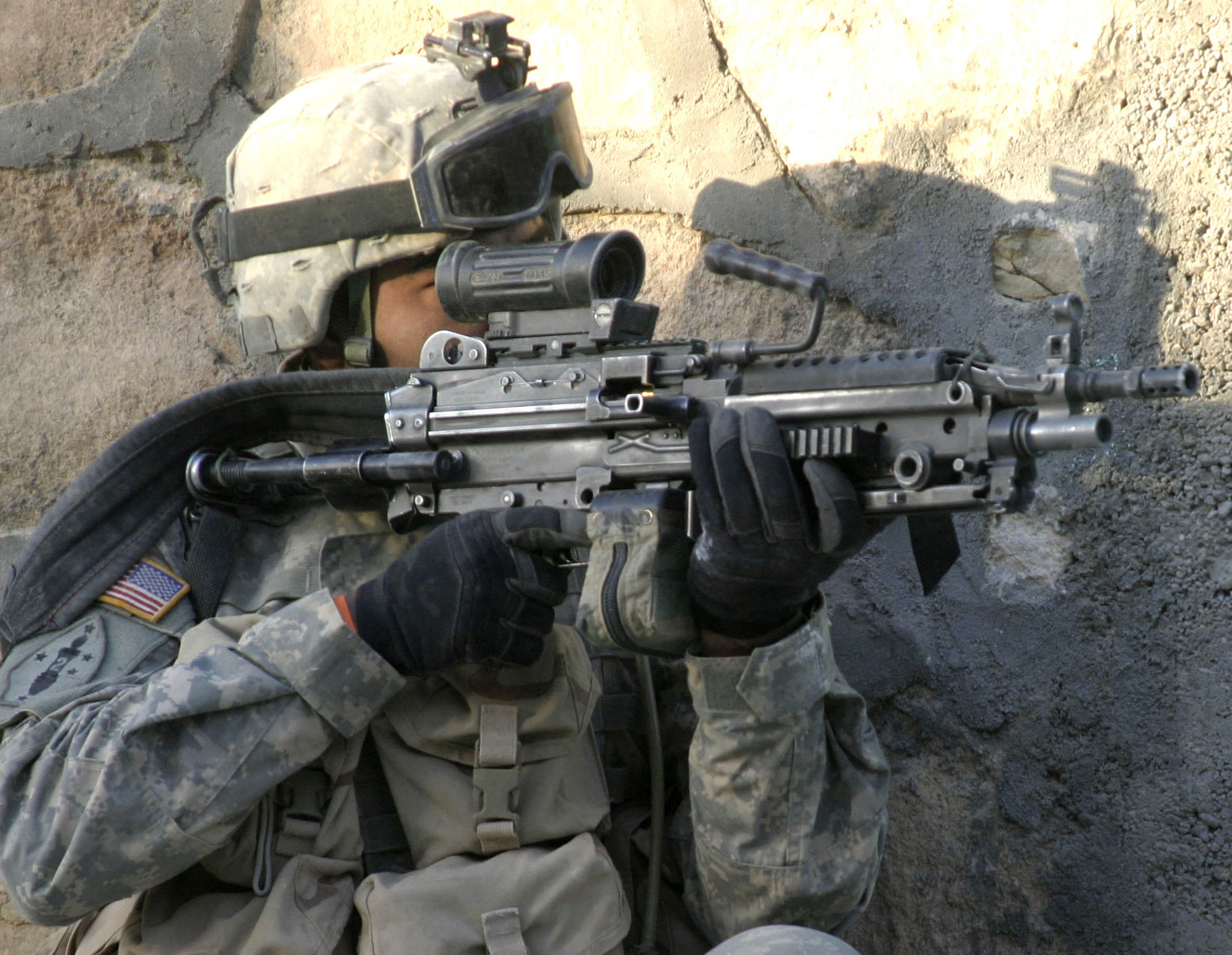
Americký voják s lehkým kulometem M249 SAW

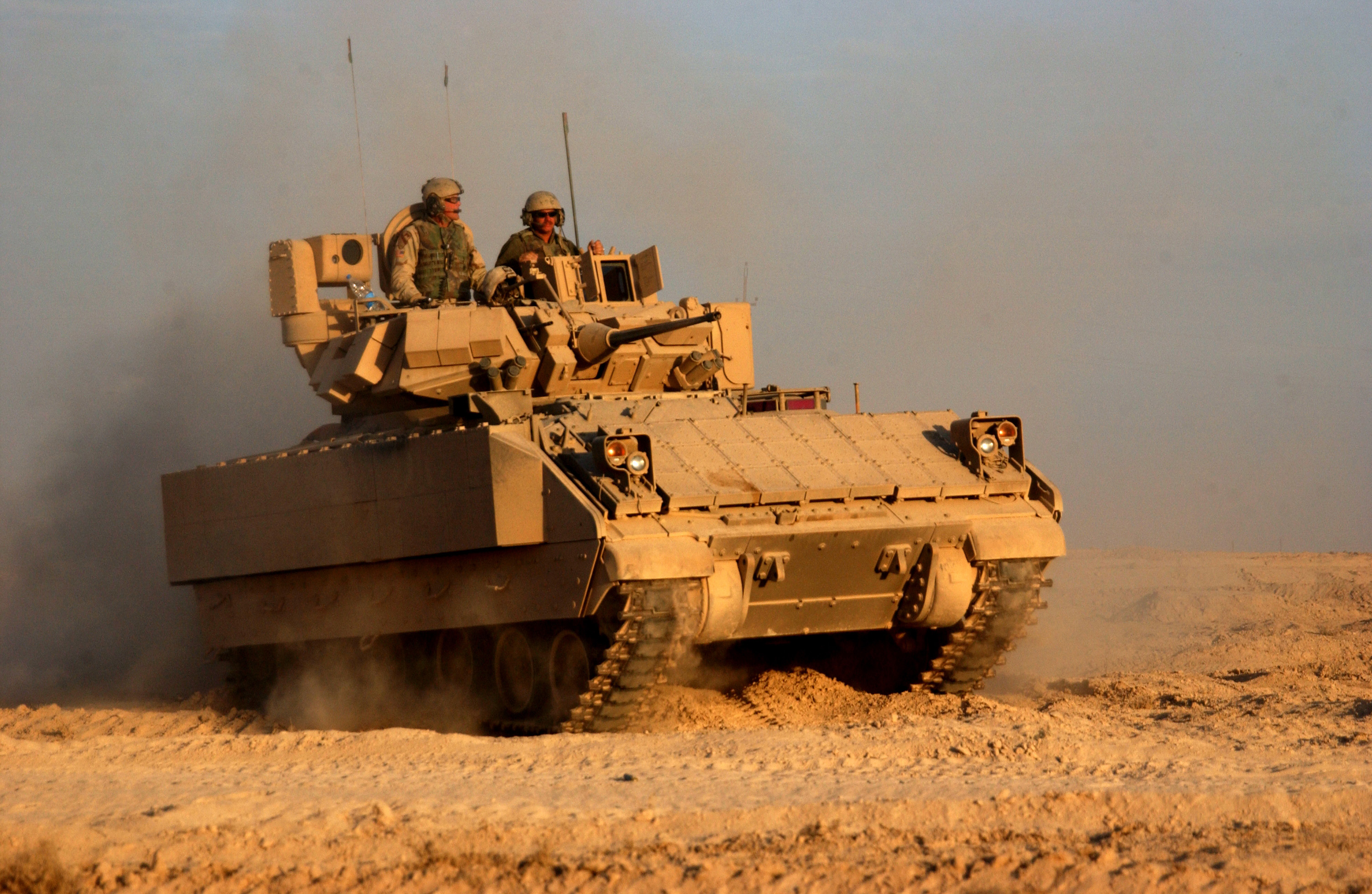
Pěchotní vozidlo M3 Bradley

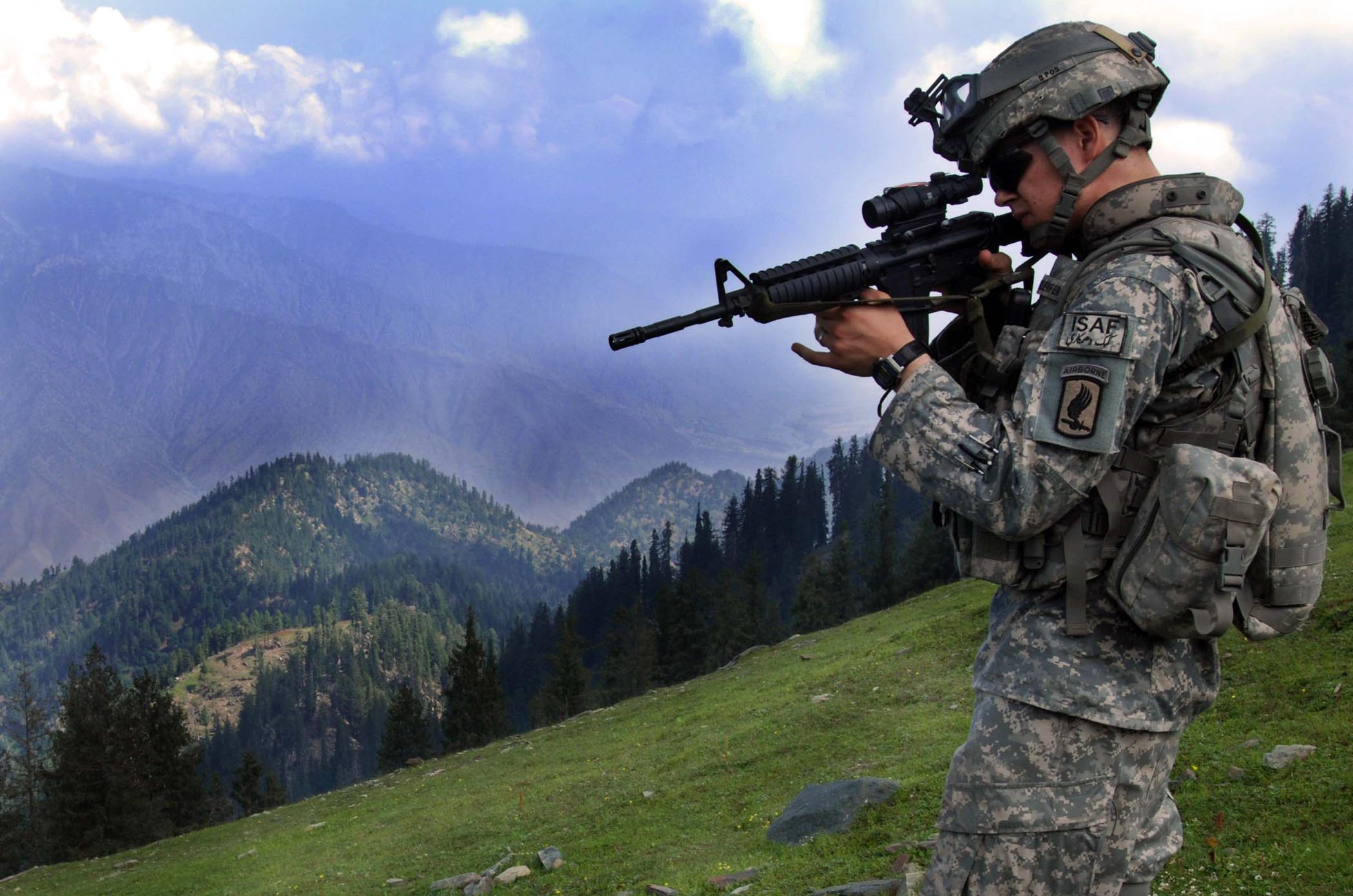
Americký voják v Afghánistánu, v lesnaté provincii Kunar

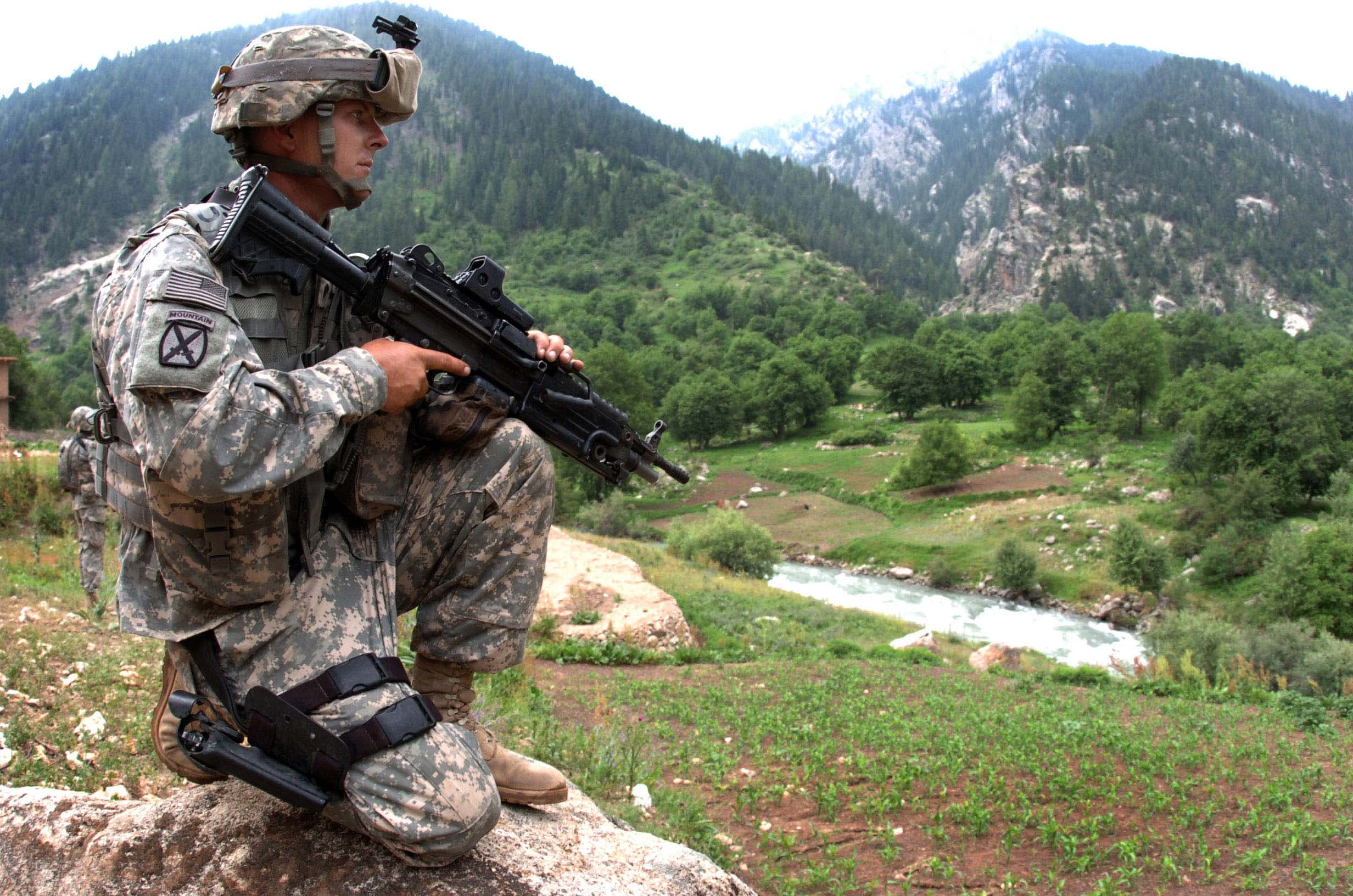
Příslušník 10. horské divize v Afghánistánu

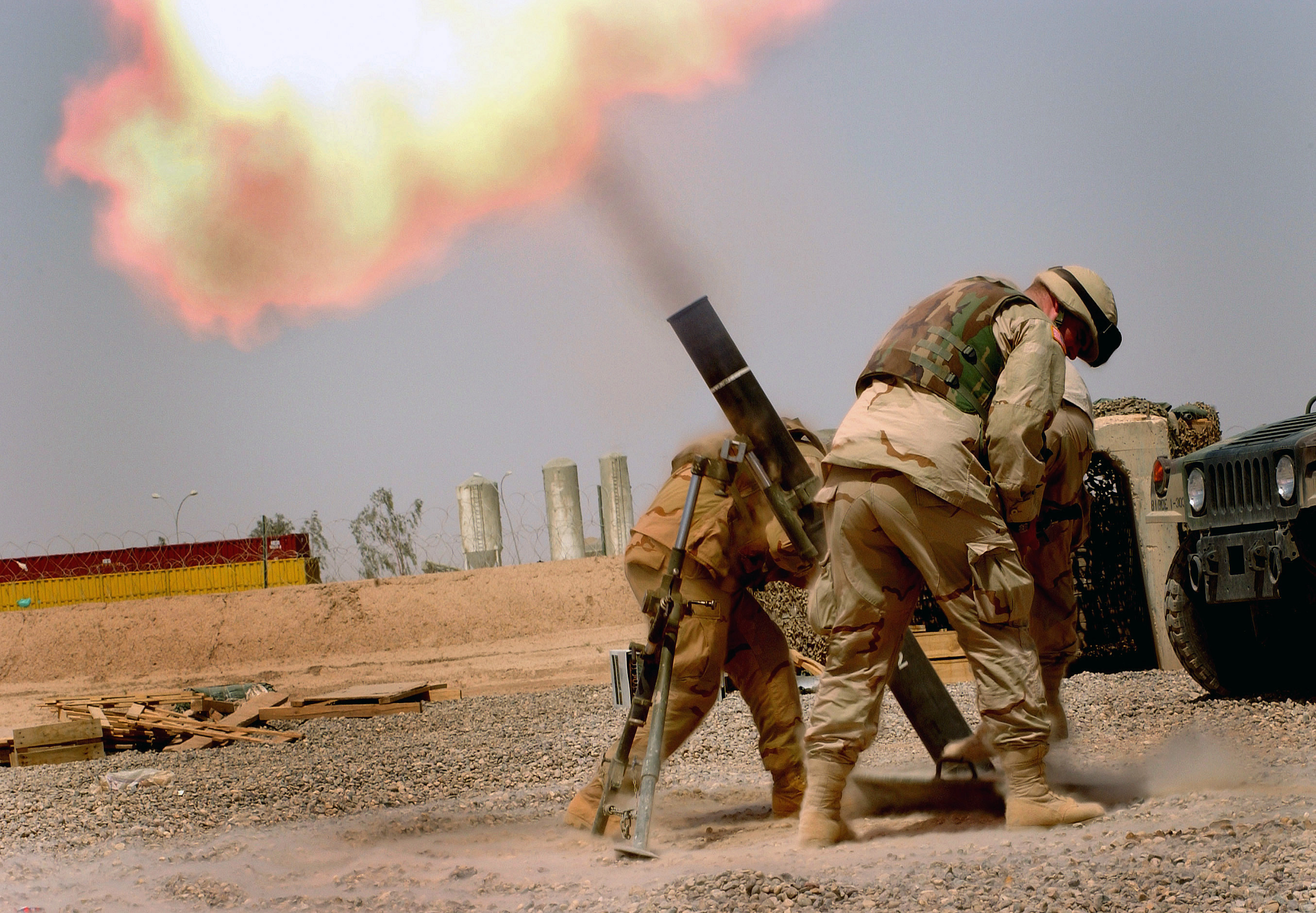
Američtí vojáci v Iráku používající minomet M120

| Název                              | Velitelství                  | Struktura |
| ---------------------------------- | ---------------------------- | --- |
| 1st Armored Division               | Fort Bliss, Texas            | Čtyři těžké brigády, jedna vzdušná brigáda. |
| 1st Cavalry Division               | Fort Hood, Texas             | Čtyři těžké brigády, jedna vzdušná brigáda. |
| 1st Infantry Division              | Fort Riley, Kansas           | Dvě těžké brigády, jedna pěchotní brigáda a jedna vzdušná brigáda ve Fort Riley, a jedna pěchotní brigáda ve Fort Knox, Kentucky.                                                                      |
| 2nd Infantry Division              | Camp Red Cloud, Jižní Korea  | Jedna těžká brigáda a jedna vzdušná brigáda v Camp Hovey a Camp Casey v Jižní Koreji, a tři Stryker brigády ve Fort Lewis, Washington.                                                                 |
| 3rd Infantry Division              | Fort Stewart, Georgie        | Čtyři těžké brigády, jedna vzdušná brigáda. |
| 4th Infantry Division              | Fort Hood, Texas             | Tři těžké brigády, jedna pěchotní brigáda. |
| 10th Mountain Division             | Fort Drum, New York          | Čtyři pěchotní brigády, jedna vzdušná brigáda. |
| 25th Infantry Division             | Schofield Barracks, Havaj    | Jedna pěchotní brigáda, jedna Stryker brigáda a jedna vzdušná brigáda ve Schofield Barracks, jedna Stryker brigáda ve Fort Wainwright, Aljaška, a jedna výsadková brigáda ve Fort Richardson, Aljaška. |
| 82nd Airborne Division             | Fort Bragg, Severní Karolína | Čtyři parašutistické brigády, jedna vzdušná brigáda. |
| 101st Airborne Division            | Fort Campbell, Kentucky      | Čtyři výsadkové brigády, dvě vzdušné brigády. |
| 170th Infantry Brigade             | Baumholder, Německo          | Mechanizovaná. Dva prapory mechanizované pěchoty, jeden prapor tanků M1 Abrams, jeden prapor polní artilerie, jeden prapor bojových inženýrů a jeden podpůrný prapor.                                  |
| 172nd Infantry Brigade             | Grafenwoehr, Německo         | Mechanizovaná. Dva prapory mechanizované pěchoty, jeden prapor tanků M1 Abrams, jeden prapor polní artilerie, jeden prapor bojových inženýrů.                                                          |
| 173rd Airborne Brigade Combat Team | Vicenza, Itálie              | Dva pluky parašutistů, jeden pluk průzkumných jednotek, jeden pluk polní artilerie, jeden prapor podpůrných jednotek.                                                                                  |
| 2nd Stryker Cavalry Regiment       | Vilseck, Německo             | Převážně jednotky mechanizované pěchoty s vozidly Stryker. |
| 3d Armored Cavalry Regiment        | Fort Hood, Texas             | Převážně tankové jednotky, s podporou vzdušné jednotky. |
| 11th Armored Cavalry Regiment      | Fort Irwin, Kalifornie       | Jedna těžká brigáda. Působí v národním výcvikovém centru. |

### Speciální jednotky
| Jednotka                                   | Velitelství                  | Zkrácený název |
| ------------------------------------------ | ---------------------------- | -------------- |
| 1st Special Operational Detachment-Delta   | Fort Bragg, Severní Karolína | Delta Force    |
| Special Forces                             | Fort Bragg, Severní Karolína | Zelené barety  |
| 75th Ranger Regiment                       | Fort Benning, Georgie        | Rangers        |
| 160th Special Operations Aviation Regiment | Fort Campbell, Kentucky      | Night Stalkers |
| Civil Affairs and Psychological Operations | Fort Bragg, Severní Karolína |                |

## Uniformy
Americká armáda používá od roku 2007 novou uniformu s digitální univerzální kamufláží vhodnou do všech prostředí zvanou Army Combat Uniform (ACU). Tato uniforma nahradila starší BDU uniformy woodland a desert camouflage uniform.

## Armáda USA v populární kultuře a ve filmu
Armáda Spojených států amerických, její mužstvo, v podobě celkové či přes jednotlivce resp. jejich postavy, byla mnohokrát zobrazena v populární kultuře, ať už v podobě knižní, divadelní a především televizní a filmové. Ve Spojených státech existuje i několik televizních kanálů přímo na toto téma (U.S. Military Television Network, The Military Channel, The Military Channel Live TV, American Heroes Channel).
Armáda umožňuje zapůjčit své muže, zbraně, dopravní prostředky a ostatní vybavení pro velkorozpočtové hollywoodské filmy a to zadarmo – pod podmínkou, že scénář projde jejím úřadem pro veřejné záležitosti (Public Affairs), pobočkou pro zábavní média, kde jej příslušní pracovníci přečtou, analyzují a navrhnou úpravy, na které producenti musejí přistoupit – týkají se mezi jinými toho, aby armáda Spojených států byla zobrazena v dobrém světle. Produkci jsou pak přiděleni armádní konzultanti, kteří dohlížejí při natáčení, fungují jako odborníci v této oblasti a dohlížejí na průběh celé akce.

## Problémy americké armády

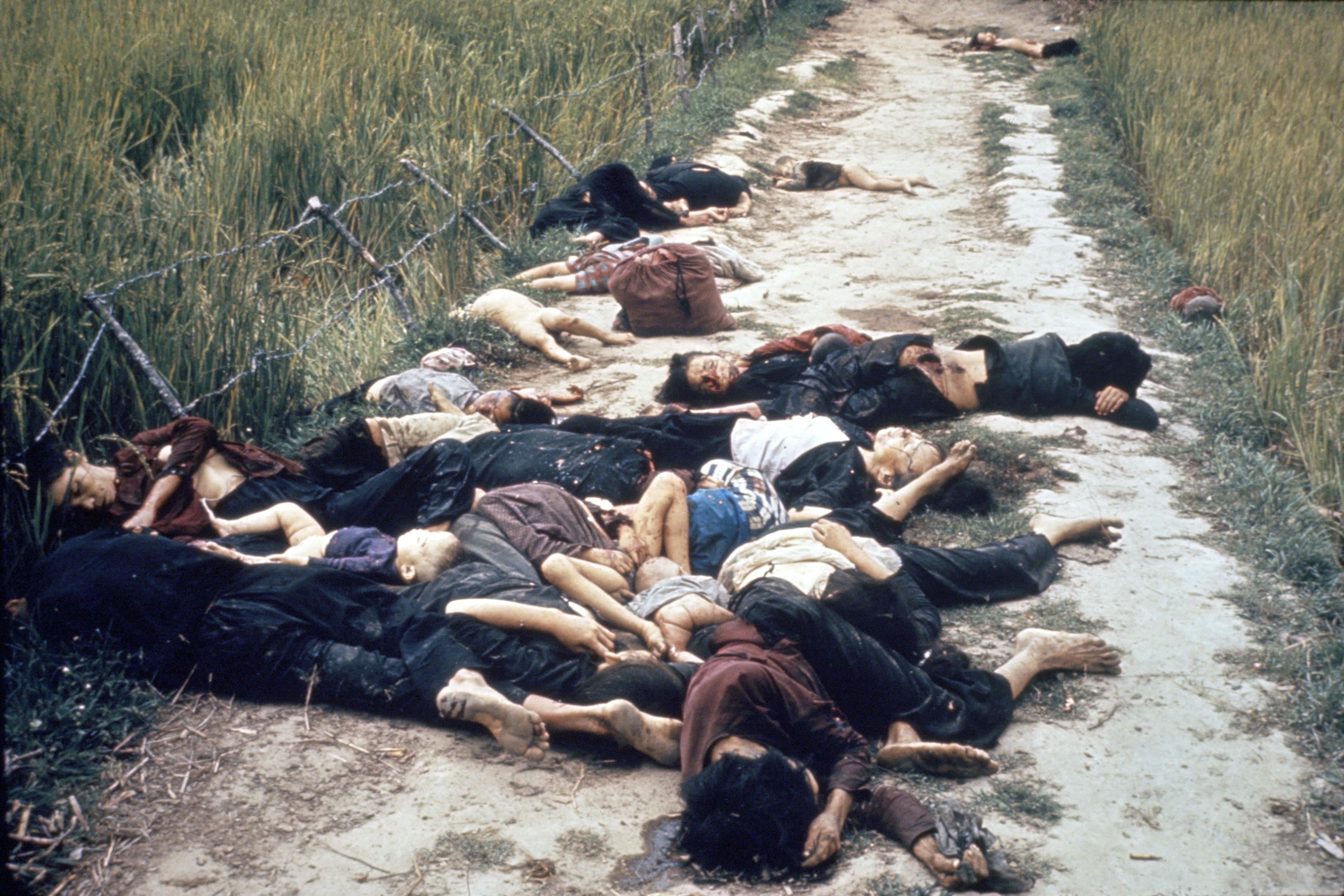
Masakr v My Lai ve Vietnamu spáchali američtí vojáci 16. března 1968

- Sebevraždy vojáků. Roku 2009 poprvé překonal počet sebevražd počet vojáků zabitých v boji.[3]
- Invaze psychiatrie do armády za poslední dvě dekády – obrovské množství léků pozměňující stavy mysli, mající léčit psychologické problémy vojáků, ale s neprozkoumanými vedlejšími účinky pro jejich kombinace a zátěží 1,5 milionu dolarů na medikaci jednoho vojáka.[4]
- Bezdomovectví válečných veteránů. Čtvrtinu bezdomovců tvoří právě váleční veteráni,[5] z 91-92 % jsou to muži, z 98 % svobodní,[6] z 76 % žijící ve městech, z 40 % zástupci minorit a risk stát se bezdomovcem je u veteránů dvakrát větší než u zbytku populace.[7]
- O něco větší míra nezaměstnanosti válečných veteránů oproti ostatním.[8]
- Obrovská spotřeba pohonných hmot, produkce výfukových zplodin a oxidu uhličitého, která má značné implikace na životní prostředí. Spotřeba CO2, jež je aktuálně na úrovni 35. místa v žebříčku spotřeby zemí světa, navíc není od roku 1990 připisována ani Spojeným státům ani zemím, na jejichž územích armáda operuje.
- Zhoršená duševní i fyzická kondice vojáků specifických zahraničních misí. Notoricky známý je „syndrom války ze Zálivu“ s komplexními psychosomatickými příznaky; podobné syndromy se začínají objevovat i u veteránů z probíhajících nebo nedávno ukončených vojenských kampaní.
- Munice z ochuzeného uranu – od počátku války v Iráku, kdy došlo k rozšíření použití munice z tohoto radioaktivního materiálu do civilních oblastí, koreluje míra jeho použití s množstvím narozených znetvořených dětí v těchto oblastech.
- Bushova doktrína, která změnila princip o neútočení a měla negativní změnu vnímání USA ze stran zbytku světa.[zdroj?]